# داوید منو
داوید منو (فرانسوی: David Menut‎؛ زادهٔ ۱۱ مارس ۱۹۹۲ ‏(۳۳ سال)) دوچرخه‌سوار اهل فرانسه است.
از باشگاه‌هایی که در آن رکاب زده‌است می‌توان به تیم دوچرخه‌سواری آرمی دو تر، سن میشل–اوبر۹۳، و سن میشل–اوبر۹۳، اشاره کرد.